# Евстолия и Сосипатра
Евстолия (ум. в 610 году) и Сосипатра (Сопатра) (ум. в 625 году) — константинопольские православные святые, преподобные. День памяти — 9 ноября.
Святые Евстолия и Сосипатра жили во времена императора Маврикия I, который был последним византийским императором из династии Юстиниана в 582—602 годах н. э.
Святая Евстолия приехала из Рима. Её родители, весьма состоятельные люди, были христианами. После их кончины она унаследовала немало имущества, которое использовала на благотворительные цели. После служения в Риме девам, которые нуждались в помощи из-за того, что совершили некие проступки, святая Евстолия отправилась в Константинополь. Там она стала известна своими благодеяниями и духовным образованием. Вот почему её навещали многие люди. Среди них была дочь императора Маврикия — Сосипатра. Она предпочла уединённую жизнь богатству дворцов и поэтому осталась рядом со святой Евстолией. По просьбе дочери Маврикий подарил им дом, в котором они устроили обитель, куда приходили благочестивые девы, желая посвятить свою жизнь Богу. Святая Евстолия мирно отошла ко Господу, назначив своей преемницей святую Сосипатру, которая управляла монастырём до своей кончины.
Краткое житие святых Евстолии и Сосипатры, составленное на основе анонимного греческого Жития, частично сохранившегося в рукописи X века (Vat. gr. 807. Fol. 94-96v), содержится в греческих синаксарях и минологиях (сборниках житий, представленных в календарном порядке). В 1931 году этот уцелевший отрывок опубликовал Делеэ, отметивший в предисловии, что текст малоинтересен с точки зрения агиографии, так как в нём много пространных речей и отсутствуют точные сведения.